# Wapen van Son en Breugel

Wapen van de gemeente Son en Breugel

Het wapen van Son en Breugel  werd op 16 juli 1817 aan de Noord-Brabantse gemeente Son en Breugel toegekend.

## Geschiedenis
Het wapen is een sprekend wapen. Het wapen van de schepenbank van Son heeft voor zover bekend altijd een zonnesymbool gehad. Tot aan het einde van de zeventiende eeuw werd een zegel gebruikt met daarop een gevierendeeld wapen met in het eerste kwartier een Brabantse leeuw, in het vierde kwartier een Limburgse leeuw, en in het tweede en derde kwartier een zonnesymbool. De kleuren zijn waarschijnlijk altijd blauw en goud geweest. Deze kleuren komen overeen met de rijkskleuren.

## Beschrijving
De beschrijving van het wapen van Son en Breugel luidt:
In blauw een zon van goud.